# Big Show
Paul Donald Wight II (ur. 8 lutego 1972 w Aiken) – amerykański profesjonalny wrestler i aktor, obecnie występujący w federacji All Elite Wrestling prowadząc program pt. DARK Elevation na Youtube. Wight jest byłym siedmiokrotnym światowym mistrzem w wrestlingu, gdzie między innymi dwukrotnie posiadał WCW World Heavyweight Championship, dwukrotnie WWF/WWE Championship, dwukrotnie World Heavyweight Championship federacji WWE, a także ECW World Heavyweight Championship, dzięki czemu jest jedynym wrestlerem, który był w posiadaniu światowych mistrzostw WCW, WWE i ECW. Wight odniósł również sukces w dywizji tag team zdobywając między innymi World Tag Team Championship, WWE Tag Team Championship oraz WCW World Tag Team Championship z różnymi partnerami. Dzięki zdobyciu WWE Intercontinental Championship, WWE United States Championship i WWE Hardcore Championship stał się czternastym zwycięzcą Triple Crown Championship oraz dwunastym zwycięzcą Grand Slam Championship w historii WWE. Ponadto jest zwycięzcą 60-osobowego World War 3 matchu w 1996 oraz drugiego 30-osobowego André the Giant Memorial Battle Royalu na WrestleManii 31. Od 1995 brał udział w walkach wieczoru gal pay-per-view WCW oraz WWF/WWE, w tym WrestleManii 2000.
Poza prowadzeniem kariery wrestlingowej, Wight wystąpił w filmach oraz serialach telewizyjnych takich jak Świąteczna gorączka, Kariera frajera, Star Trek: Enterprise, Bananowy doktor, Świry oraz Tożsamość szpiega. W 2010 wystąpił w roli głównej w komediowym filmie Dobroduszny olbrzym produkcji WWE Studios.

## Kariera profesjonalnego wrestlera

### Wczesna kariera
Przed rozpoczęciem kariery wrestlera, Wight poznał Danny’ego Bonaduce'a, który przedstawił Wighta Hulkowi Hoganowi. Federacja World Championship Wrestling (WCW) prowadziła nieformalne mecze koszykówek jako część promocji swoich gal w Rosemont Horizon – brał w nich udział Wight. Hoganowi spodobało się zachwycanie publiki przez Wighta, przez co Hogan zaproponował wiceprezydentowi WCW Ericowi Bischoffowi zaproszenie Wighta na zaplecze nadchodzącej gali. Wight spotkał się z Rikiem Flairem, Arnem Andersonem i Paulem Orndorffem, a także Bischoffem, który zaproponował mu kontrakt z WCW. Wight próbował przyłączyć się do federacji WWF, jednakże władze federacji nie widziały w nim wielkiej gwiazdy.

### World Championship Wrestling

#### WCW World Heavyweight Champion (1995–1996)
W 1995 Wight podpisał kontrakt z WCW i zadebiutował podczas gali Slamboree. Na samym początku kariery był przedstawiany jako syn André the Gianta, lecz momentalnie porzucono ten projekt. Wight występował pod pseudonimem ringowym The Giant i dołączył do ugrupowania The Dungeon of Doom prowadzonej przez Kevina Sullivana. W ringu zadebiutował podczas gali Halloween Havoc i pokonał Hulka Hogana przez dyskwalifikację z powodu interwencji Jimmy’ego Harta. Pomimo dyskwalifikacji, The Giant stał się nowym posiadaczem WCW World Heavyweight Championship. Tydzień później odebrano mu tytuł z powodu kontrowersyjnego zakończenia meczu.
Podczas gali World War 3 The Giant próbował odzyskać zawieszony tytuł próbując wygrać World War 3 match, jednakże wyeliminował siebie i Hogana, co pozwoliło Randy’emu Savage’owi zostać nowym mistrzem. The Giant i Ric Flair pokonali Hogana i Savage’a podczas gali Clash of the Champions XXXII, jednakże poniósł porażkę z Hoganem w cage matchu podczas gali SuperBrawl VI. Po odbyciu krótkiej rywalizacji z Loch Nessem, The Giant odzyskał światowy tytuł pokonując Flaira. Po tym jak Hogan utworzył ugrupowanie New World Order (nWo), lider zdołał pokonać The Gianta o tytuł podczas gali Hog Wild z powodu licznych interwencji ze strony Scotta Halla i Kevina Nasha.

#### New World Order (1996–1999)
23 dni po utracie mistrzostwa, The Giant dołączył do grupy nWo, gdyż Ted DiBiase zaoferował mu sporą sumę pieniędzy. Rozpoczął rywalizację z Lex Lugerem i członkami grupy Four Horsemen. Po wygraniu battle royalu podczas gali World War 3, The Giant poprosił Hogana o walkę o jego tytuł. Z tego powodu The Giant został wyrzucony z grupy nWo w dniu 30 grudnia. W roli protagonisty walczył z członkami grupy nWo, zaś jednokrotnie ze Stingiem i jednokrotnie z Lugerem zdobył tytuły WCW World Tag Team Championship.
W 1997 rozpoczął rywalizację z Kevinem Nashem, który próbował uniknąć starcia z The Giantem, między innymi nie pojawiając się podczas zaplanowanej walki na gali Starrcade. W 1998 podczas gali Souled Out doszło do starcia, podczas którego Nash przypadkowo kontuzjował kark Gianta nieprawidłowo wykonując swój jackknife powerbomb. Prawdziwy błąd został później użyty podczas scenariusza, w którym twierdzono, że Nash specjalnie chciał złamać kark swojego przeciwnika. Kiedy Nash opuścił grupę nWo i utworzył formację nWo Wolfpac, The Giant ponownie dołączył do oryginalnego składu nWo i kontynuował rywalizację z Nashem i jego partnerami. W międzyczasie Giant ponownie zdobył WCW World Tag Team Championship, raz ze Stingiem oraz raz ze Scottem Hallem.
12 października 1998 podczas odcinka tygodniówki Nitro Bill Goldberg pokonał The Gianta w no-disqualification matchu wykonując przeciwnikowi ruch Jackhammer. Po zjednoczeniu oryginalnego nWo z grupą nWo Wolfpac na początku stycznia 1999, Hogan zadeklarował, że jest jedynie jedno miejsce dla prawdziwego „giganta” w grupie – The Gianta lub Nasha. Kevin Nash pokonał Gianta po interwencji ze strony Scotta Halla i Erica Bischoffa, po czym został zaatakowany przez resztę członków. W późniejszych wywiadach emitowanych na WWE Network Wight stwierdził, że poprosił o podwyżkę, lecz prezydent WCW Eric Bischoff odmówił. W rezultacie Wight przeczekał do końca jego kontraktu i opuścił federację 8 lutego 1999 w swoje 27. urodziny.

### World Wrestling Federation/Entertainment

#### WWF Champion (1999–2000)

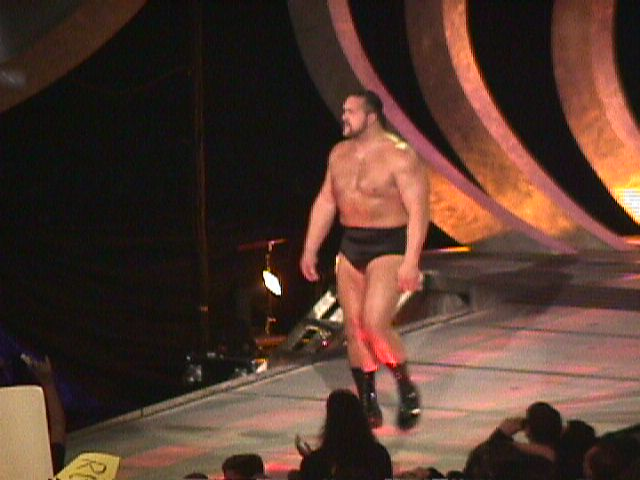
Big Show wychodzący do ringu podczas tygodniówki SmackDown! z 1999

9 lutego 1999 Wight podpisał dziesięcioletni kontrakt z World Wrestling Federation i zadebiutował jako członek grupy The Corporation prowadzonej przez Vince’a McMahona. Po raz pierwszy pojawił się podczas gali St. Valentine's Day Massacre: In Your House i przerywając matę ringu pojawił się w środku klatki, w której odbywała się walka McMahona ze Stone Cold Steve’em Austinem. Wight rzucił Austinem o ścianę klatki, lecz ta zniszczyła się i Austin upadł na podłogę, co oznaczało jego wygraną. McMahon chciał, aby członek grupy The Corporation i posiadacz WWF Championship The Rock obronił swój tytuł na WrestleManii XV i wyznaczył pojedynek Wighta z Mankindem o miano sędziego walki wieczoru. Wight został zdyskwalifikowany, po czym zdenerwowany McMahon go spoliczkował, zaś ten odpowiedział ciosem w twarz. Po WrestleManii zaczął występować jako „Big Show” Paul Wight, zaś później już jako Big Show. Zakończył rywalizację z Mankindem przegrywając z nim w Boiler Room Brawlu podczas kwietniowej gali Backlash. W maju wraz z Mankindem, Testem i Kenem Shamrockiem utworzył grupę The Union, która rywalizowała z The Corporation i późniejszym The Corporate Ministry. 7 czerwca podczas odcinka tygodniówki Raw is War, Big Show zawalczył z The Undertakerem o WWF Championship. Walka zakończyła się bez rezultatu, gdyż Big Show wykonał na tyle mocny ruch chokeslam, iż jego przeciwnik przebił się przez matę ringu. W kolejnych miesiącach Big Show ponownie stał się antagonistą i zawarł sojusz z The Undertakerem, z którym dwukrotnie zdobył tytuły WWF Tag Team Championship.
Po tym, jak The Undertaker wziął przerwę od występów z powodu licznych kontuzji, Big Show stał się protagonistą i zaczął rywalizację z Big Boss Manem. Kiedy okazało się, że u ojca Big Showa wykryto nowotwór złośliwy (w rzeczywistości ojciec Wighta zmarł kilka lat wcześniej), Boss Man z pomocą przyjaciela z policji fałszywie poinformował Showa o śmierci jego ojca. Scenariusz z tą dwójką doprowadził do walki podczas gali Survivor Series, w której Big Show pokonał Big Boss Mana, Prince’a Alberta, Mideona i Viscerę w 4-on-1 elimination matchu. Tej samej nocy, Wight zastąpił kontuzjowanego Stone Colda Steve’a Austina w trzyosobowym pojedynku o WWF Championship, który wygrał pokonując The Rocka i Triple H’a, stając się nowym głównym mistrzem federacji. Miesiąc później podczas gali Armageddon, Show pokonał Big Boss Mana w singlowej walce o WWF Championship.
3 stycznia 2000 podczas odcinka tygodniówki Raw Triple H pokonał Big Showa i odebrał mu WWF Championship. Show wziął udział w Royal Rumble matchu podczas gali Royal Rumble, który przegrał będąc wyeliminowanym jako ostatni przez The Rocka. Wight po raz kolejny stał się antagonistą podczas rywalizacji z The Rockiem; próbował udowodnić, że stopa jego rywala dotknęła podłogi i spowodowała eliminację. Otrzymał walkę z The Rockiem podczas gali No Way Out, którą wygrał i dzięki temu stał się pretendentem do tytułu WWF na WrestleManii 2000. 13 marca podczas odcinka Raw is War doszło do ich kolejnej walki, w której The Rock z Big Showem i dołączył jako trzecia osoba do składu walki. Big Show wystąpił w walce wieczoru WrestleManii 2000, gdzie jako pierwszy został wyeliminowany w Fatal 4-Way Elimination matchu, zaś tytuł obronił Triple H.

#### Panowania mistrzowskie (2000–2003)
W kwietniu 2000, Big Show zaczął występować w roli komicznego wrestlera, który imitował innych wrestlerów, między innymi występując jako Showkishi (parodia Rikishiego), Shonan the Barbarian (parodia The Berzerkera) i The Big Showbowski (parodia Val Venisa). Występując jako The Showster (parodia Hulka Hogana) pokonał Kurta Angle’a podczas gali Backlash. Komediowe aspekty doprowadziły do kolejnej przemiany Showa w protagonistę, po czym zaczął krótką rywalizację z Shane’em McMahonem przegrywając z nim w Falls Count Anywhere matchu na gali Judgment Day. Show powrócił po dwumiesięcznej absencji, zaatakował The Undertakera i sprzymierzył się ponownie z Shane’em. Krótkotrwała rywalizacja z Undertakerem została zakończona, gdy został wyrzucony z wysokości przez drewniany stół przez Undertakera. Big Show został wypisany ze scenariuszy do końca roku i wysłany do treningów w Ohio Valley Wrestling, federacji rozwojowej należącej do WWF.

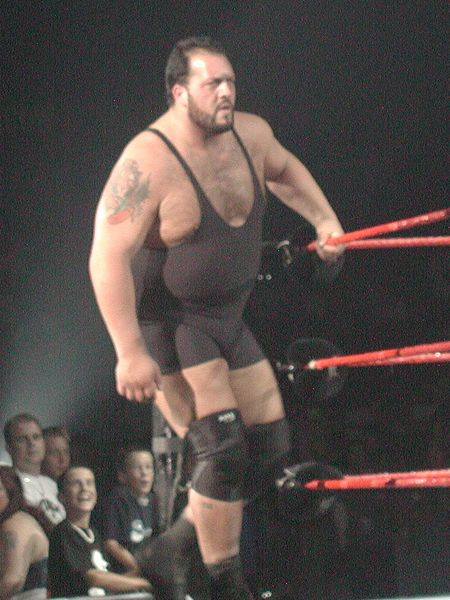
Big Show wchodzący do ringu we wrześniu 2002

Show powrócił w styczniu 2001 podczas gali Royal Rumble, lecz ponownie został wyeliminowany z walki przez The Rocka. Przed wyjściem z areny wykonał The Rockowi ruch chokeslam przez stół komentatorski. W lutym zaczął walczyć o tytuł WWF Hardcore Championship, między innymi przegrywając z Kane’em i Ravenem na WrestleManii X-Seven. Po rozpoczęciu scenariusza związanego z inwazją wrestlerów zamkniętych federacji WCW i ECW („The Invasion”), Show pozostał lojalny wobec pracowników federacji WWF i stał się protagonistą. Podczas gali Backlash zawalczył z Shane’em McMahonem (scenariuszowym właścicielem WCW) w Last Man Standing matchu, lecz przegrał z powodu interwencji Testa. Show był częścią drużyny WWF podczas gali Survivor Series, lecz został jako pierwszy wyeliminowany; ostatecznie jego drużyna wygrała pojedynek.

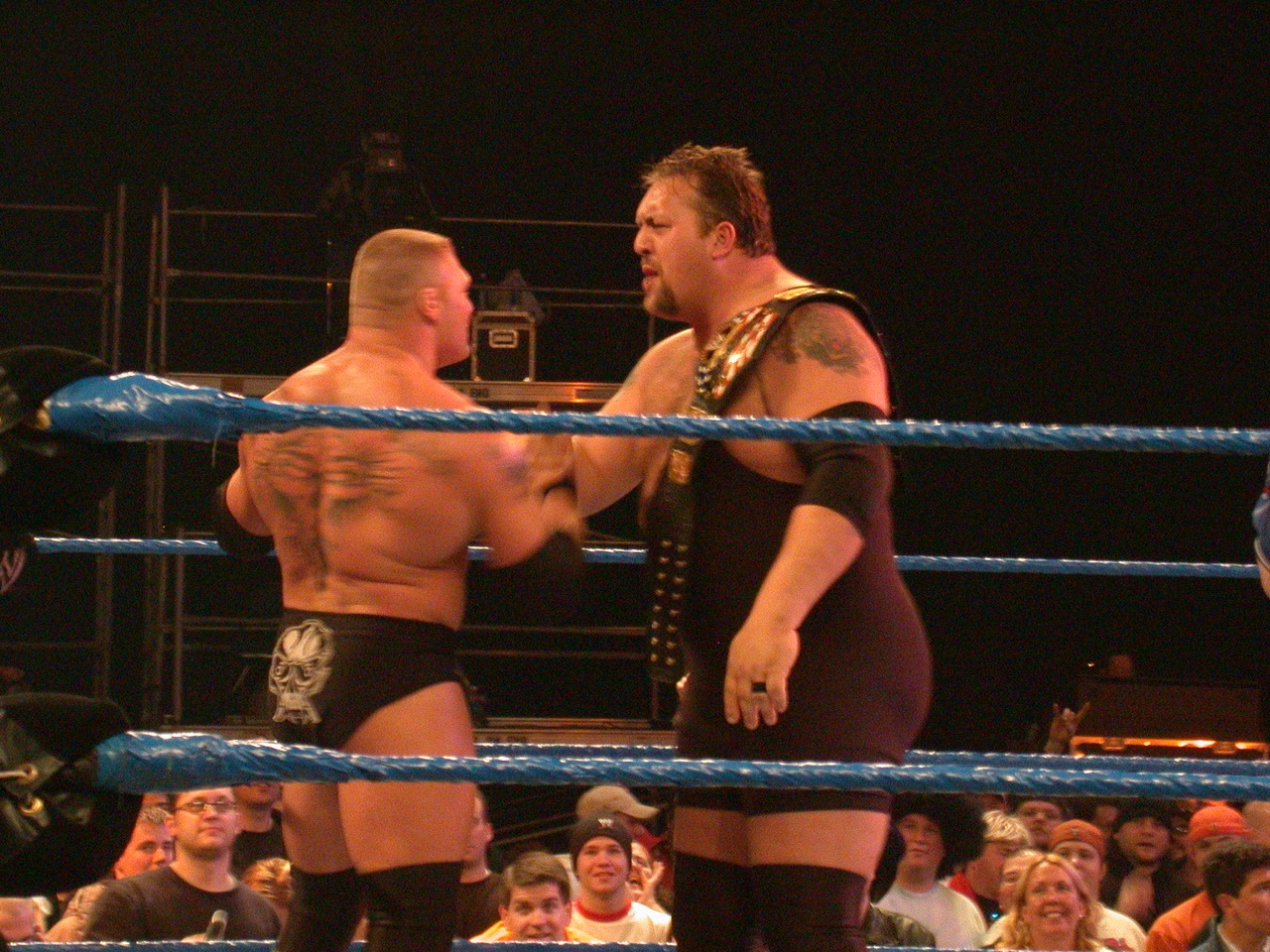
Big Show (jako United States Champion) w ringu z Brockiem Lesnarem

Krótko po WrestleManii X8 wprowadzono podział rosteru na brandy Raw i SmackDown, gdzie Big Show został dodany do rosteru Raw. Show kolejny raz stał się antagonistą odwracając się od Stone Colda Steve’a Austina i przyłączając się do zreformowanej grupy nWo wraz ze Scottem Hallem i X-Pacem. Podczas majowej gali Judgment Day, Big SHow i Ric Flair zostali pokonani przez Austina w 2-on-1 handicap matchu. Zespół nWo został rozwiązany po kontuzjowaniu Kevina Nasha. Do listopada Show występował w rywalizacjach z Jeffem Hardym, Bookerem T i The Dudley Boyz.
W listopadzie 2002, Big Show został przeniesiony do brandu SmackDown! i wyzwał Brocka Lesnara do walki o WWE Championship. Show zdołał go pokonać podczas gali Survivor Series, kiedy to od Lesnara odwrócił się jego menedżer Paul Heyman i rozpoczął sojusz ze Showem. Tytuł utracił miesiąc później na rzecz Kurta Angle’a podczas gali Armageddon. W styczniu 2003 podczas gali Royal Rumble przegrał w walce kwalifikacyjnej do Royal Rumble matchu z Lesnarem. W lutym wspólnie z A-Trainem zaczął rywalizację z The Undertakerem, która zakończyła się ich wspólną przegraną na WrestleManii XIX. Po WrestleManii wznowił rywalizację z Lesnarem o WWE Championship, lecz w maju (podczas gali Judgment Day, czerwcu i lipcu (podczas tygodniówek SmackDown!) nie zdołał zdobyć tego tytułu.

#### United States Champion (2003–2004)
W październiku podczas gali No Mercy, Big Show pokonał Eddiego Guerrero i zdobył WWE United States Championship, po czym uformował sojusz z antagonistycznym Brockiem Lesnarem. Został wyeliminowany przez Chrisa Benoit w Royal Rumble matchu podczas gali Royal Rumble. Na WrestleManii XX utracił swój tytuł na rzecz Johna Ceny. 15 kwietnia 2004 podczas odcinka SmackDown!, Big Show obiecał, że jeśli przegra z Eddiem Guerrero, to odejdzie z federacji. Show przegrał pojedynek, porwał Torrie Wilson i próbował zrzucić ją z pewnej wysokości, lecz powstrzymał go generalny menedżer brandu SmackDown! Kurt Angle, który przyjął rzut na sobie. Po tym wydarzeniu Show nie był przedstawiany w programach WWE przez kolejne miesiące, zaś 24 kwietnia przeszedł operację kolana.

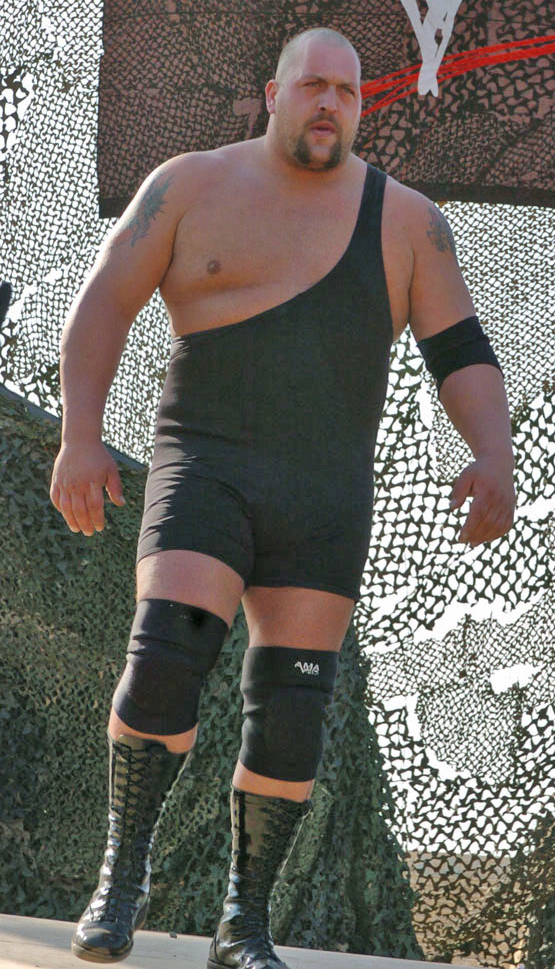
Big Show podczas gali Tribute to the Troops w 2004

W połowie 2004 został przywrócony do pracy przez nowego generalnego menedżera Theodore’a Longa. Zainterweniował w walce Guerrero z Anglem 9 września podczas epizodu SmackDown! – kiedy otrzymał wybór do walki z Guerrero lub Anglem podczas gali No Mercy, Show wybrał Angle’a. Pomimo przegranej z Anglem, Show ponownie stał się protagonistą w kolejnych scenariuszach. Na początku 2005 rozpoczął rywalizację z Johnem „Bradshaw” Layfieldem o WWE Championship; na gali No Way Out przegrał z nim o WWE Championship w pierwszym Barbed Wire Cage matchu. Na WrestleManii 21, Show zawalczył i przegrał z mistrzem Sumo Akebono w wyreżyserowanym sumo matchu; pojedynek miał podwyższyć sprzedaż gali pay-per-view na rynku japońskim. Po WrestleManii zaczął rywalizację z Carlito Caribbean Cool i jego ochroniarzem Mattem Morganem. Show przegrał z Carlito w singlowej walce podczas majowej gali Judgment Day.
27 czerwca Big Show został przeniesiony do brandu Raw wskutek organizacji WWE Draft Lottery 2005. W połowie 2005 rywalizował z Genem Snitskym, który prześladował żeńskie reporterki na zapleczu. 29 sierpnia Snitsky uderzył gongiem w głowę Big Showa po ich walce. W rezultacie zawalczyli ponownie we wrześniu podczas gali Unforgiven, którą wygrał Big Show. 26 września ponownie pokonał Snitsky’ego w walce typu Street Fight wieńczącym ich rywalizację.

#### Współpraca i rywalizacja z Kane’em (2005–2006)
17 października Big Show pokonał Edge’a i dołączył do głosowania internetowego, w którym fani mieli wybrać przeciwnika Johna Ceny i Kurta Angle’a o WWE Championship podczas gali Taboo Tuesday. Głosowanie wygrał Shawn Michaels, przez co Show i Kane zmierzyli się o World Tag Team Championship tej samej nocy. Duo pokonało Lance’a Cade'a i Trevora Murdocha o tytuły tag team.
Big Show i Kane byli częścią scenariusza, w którym zawodnicy brandu Raw walczyli z zawodnikami brandu SmackDown!. Big Show, Kane i Edge zaatakowali Batistę 11 listopada podczas epizodu SmackDown!. 14 listopada na Raw pokonali posiadaczy WWE Tag Team Championship MNM (Johnny’ego Nitro i Joeya Mercury’ego). Podczas gali Survivor Series Show, Kane, Carlito, Chris Masters i kapitan Shawn Michaels przegrali z reprezentantami SmackDown!: JBL'em, Reyem Mysterio, Bobbym Lashleyem, Randym Ortonem i Batistą. 29 listopada podczas odcinka SmackDown!, Big Show zawalczył z Reyem Mysterio w singlowej walce, która zakończyła się bez rezultatu z powodu interwencji Kane’a. Show i Kane zmierzyli się z Batistą i Mysterio (nowymi posiadaczami WWE Tag Team Championship) w walce podczas grudniowej gali Armageddon, którą wygrali.
12 grudnia podczas odcinka tygodniówki Raw, Big Show wziął udział w walce kwalifikacyjnej do Elimination Chamber matchu o WWE Championship na gali New Year’s Revolution; przegrał z Shawnem Michaelsem przez dyskwalifikację, gdyż został zaatakowany przez Triple H’a. W ramach zemsty Big Show spowodował porażkę Triple H’a z Kane’em w walce kwalifikacyjnej. Podczas gali New Year’s Revolution, Triple H pokonał Showa po uderzeniu go w głowę młotkiem. Big Show był jednym z uczestników turnieju „2006 Road to WrestleMania Tournament”, którego zwycięzca miał zawalczyć o ten tytuł na WrestleManii 22. 13 lutego podczas epizodu Raw, Big Show zawalczył z Triple H’em w półfinale, który zakończył się podwójnym wyliczeniem poza-ringowym. W rezultacie, tydzień później zawalczyli w trzyosobowej walce z Robem Van Damem w finale, który wygrał Triple H.
W marcu Big Show i Kane rozpoczęli rywalizację z Chrisem Mastersem i Carlito, co doprowadziło do obrony ich tytułów World Tag Team Championship na WrestleManii 22. Duo pokonało pretendentów, co było pierwszym zwycięstwem Big Showa na WrestleManii (był to jego siódmy występ na WrestleManii). Dzień później podczas epizodu Raw utracili tytuły na rzecz członków grupy The Spirit Squad, Kenny’ego i Mikeya. Tydzień później przegrali w rewanżu z powodu dyskwalifikacji, gdy wściekły Kane zaczął niszczyć wszystko w okolicach ringu, a także atakować członków Spirit Squad. Doszło do rywalizacji Big Showa z Kane’em, która zakończyła się walką podczas gali Backlash, lecz nie wyłoniono zwycięzcy.

#### ECW World Championship i zwolnienie (2006–2007)

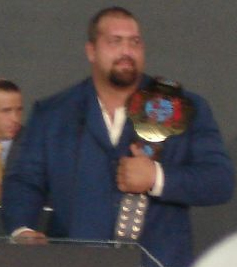
Big Show jako ECW World Champion

Podczas specjalnej gali WWE vs. ECW Head to Head z 7 czerwca, Big Show został przeniesiony do nowo-wprowadzonego brandu ECW; zdjął koszulkę z logiem brandu Raw ukazując drugą z logiem ECW, po czym wygrał dwudziestoosobowy battle royal reprezentując wrestlerów ECW. Już w roli antagonisty, Big Show pojawił się podczas gali ECW One Night Stand, gdzie zaatakował Tajiriego, Super Crazy’ego i członków The Full Blooded Italians po ich walce.
4 lipca podczas odcinka tygodniówki ECW on Sci Fi, Big Show (z pomocą generalnego menedżera brandu ECW Paula Heymana) pokonał Roba Van Dama i zdobył ECW World Heavyweight Championship. Heyman poinstruował Big Showa, aby wykonał chokeslam na Van Damie przez krzesło, po czym w roli sędziego odliczył do trzech. Miejscowi fani byli zdenerwowani wynikiem walki i rozpisania scenariusza jej końcówki, przez co zaczęli rzucać śmieciami w stronę ringu. Dzięki zwycięstwu stał się pierwszym wrestlerem w historii, który w swoim dorobku miał WWE Championship, WCW World Heavyweight Championship i ECW World Heavyweight Championship. Jest również pierwszym mistrzem ECW, który nie jest tzw. ECW Originalem (wrestlerem występującym w ECW przed bankructwem federacji w 2001). Przez kolejne tygodnie, Show pokonywał wrestlerów należących do brandów Raw i SmackDown, w tym Rica Flaira i Kane’a. Przegrał z The Undertakerem w pierwszym Punjabi Prison matchu podczas gali The Great American Bash; zastępował kontuzjowanego The Great Khaliego w roli przeciwnika Undertakera. Prowadził również krótką rywalizację z Sabu, którego pokonał podczas gali SummerSlam. Tej samej nocy interweniował na rzecz Vince’a McMahona i Shane’a McMahona w ich walce z D-Generation X (Triple H’em i Shawnem Michaelsem). Będąc dodanym do trwającego scenariusza, Show wraz z Vince’em i Shane’em zmierzyli się z Triple H’em i Michaelsem w 3-on-2 handicap Hell in a Cell matchu podczas wrześniowej gali Unforgiven; pojedynek wygrali Michaels i Triple H.
Podczas listopadowej gali Cyber Sunday, Show zawalczył z Johnem Ceną i King Bookerem w „Champion of Champions matchu”. Fani zagłosowali, że to Booker będzie bronił swojego World Heavyweight Championship, lecz wygrał pojedynek po interwencji Kevina Federline'a, który prowadził rywalizację z Ceną. Podczas gali Survivor Series, Cena i Big Show byli w przeciwnych drużynach w 10-osobowym Survivor Series tag team matchu, który wygrali Cena i Bobby Lashley. Show rozpoczął rywalizację z Lashleyem, który opuścił brand SmackDown! i przyłączył się do brandu ECW. W grudniu odbyła się gala ECW December to Dismember, podczas której zorganizowano Extreme Elimination Chamber match o ECW World Championship; pojedynek i tytuł wygrał Lashley. 6 grudnia Big Show przegrał w singlowym rewanżu z nowym mistrzem, po czym wziął przerwę od występów by wyleczyć kontuzje. 8 lutego 2007 wygasł jego kontrakt z federacją.

### Memphis Wrestling (2007)
Dwa miesiące po opuszczeniu WWE, Wight zastąpił Jerry’ego Lawlera w walce z Hulkiem Hoganem podczas gali PMG Clash of Legends z 27 kwietnia. Wight został przedstawiony jako Paul „The Great” Wight. Stwierdził, że nie chciał więcej używać pseudonimu „Big Show”. Pojedynek wygrał Hogan.

### Powrót do WWE

#### Unified WWE Tag Team Champion (2008–2010)

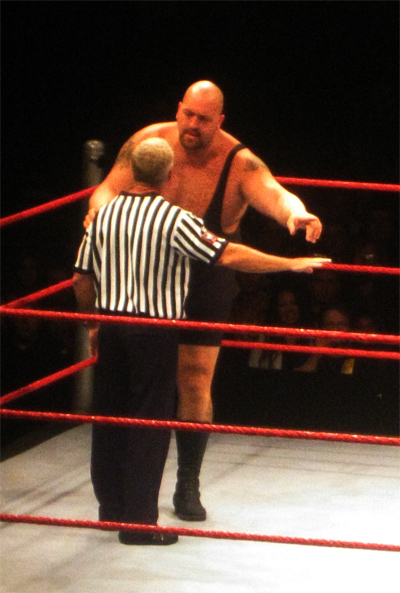
Big Show kłócący się z sędzią Scottem Armstrongiem

Wight powrócił do WWE w lutym 2008 podczas gali No Way Out. Próbował zaatakować Reya Mysterio po jego walce o World Heavyweight Championship, lecz na jego drodze stanął bokser Floyd Mayweather Jr., który wyszedł z publiczności w stronę ringu i wyzwał Big Showa do walki. Po chwili Mayweather wykonał cios, tym samym łamiąc nos jego rywala. Po organizacji gali, Big Show został przypisany do brandu SmackDown. Show przegrał z Mayweatherem na WrestleManii XXIV przez nokaut.
Podczas gali One Night Stand, Show pokonał CM Punka, Johna Morrisona, Chavo Guerrero i Tommy’ego Dreamera w Singapore Cane matchu. Dzięki wygranej zmierzył się z Kane’em i Markiem Henrym podczas gali Night of Champions o ECW Championship, lecz walkę i tytuł wygrał Henry. Jesienią 2008 Big Show sprzymierzył się z Vickie Guerrero podczas trwającej rywalizacji z The Undertakerem: Show zaatakował go podczas gali Unforgiven i interweniował w przyszłych walkach podczas tygodniówek SmackDown. Ponadto pokonał go poprzez nokaut podczas październikowej gali No Mercy. Mimo tego Undertaker zrewanżował się wygrywając z nim dwie walki: Last Man Standing match podczas gali Cyber Sunday oraz Casket match podczas gali Survivor Series. Walką wieńczącą rywalizację był Steel Cage match, który Big Show przegrał podczas jednego z odcinków SmackDown.

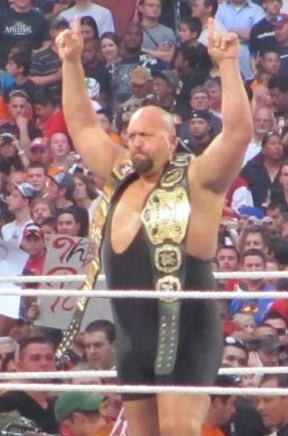
Big Show jest ośmiokrotnym mistrzem tag team w WWE – na zdjęciu ze zunifikowanymi tytułami WWE Tag Team Championship i World Tag Team Championship

Na WrestleManii XXV brał udział w trzyosobowej walce o World Heavyweight Championship, gdzie John Cena pokonał niego oraz Edge’a. 13 kwietnia został przeniesiony do brandu Raw wskutek organizacji draftu. Podczas gali Backlash zainterweniował w walce Ceny i Edge’a w Last Man Standing matchu, gdzie zaatakował Cenę i wyrzucił z wysokości w rekwizyt, dając zwycięstwo i światowy tytuł Edge’owi. Big Show przegrał z Ceną podczas gali Judgment Day i w submission matchu podczas gali Extreme Rules, jednakże odniósł zwycięstwo 22 czerwca 2009 podczas epizodu Raw.

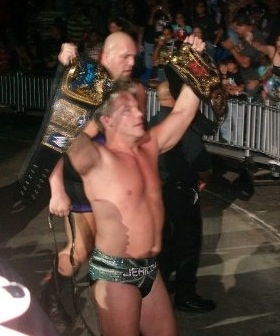
Big Show i Chris Jericho (znani jako Jeri-Show) będący w posiadaniu Unified WWE Tag Team Championship

Podczas gali Night of Champions, Big Show zastąpił kontuzjowanego Edge’a jako partnera Chrisa Jericho, po czym wspólnie pokonali The Legacy (Cody’ego Rhodesa i Teda DiBiasego) broniąc Unified WWE Tag Team Championship. Duo zaczęło występować jako drużyna „Jeri-Show”. Skutecznie bronili tytułów pokonując Cryme Tyme na gali SummerSlam, MVP’ego i Marka Henry’ego na gali Breaking Point oraz Reya Mysterio i Batistę na gali Hell in a Cell. Podczas gali Bragging Rights, Big Show reprezentował drużynę Raw, jednakże zdradził swoich kompanów i pozwolił zwyciężyć drużynie SmackDown. W nagrodę otrzymał szansę na walkę o World Heavyweight Championship. Podczas gali Survivor Series odbyła się trzyosobowa walka Big Showa, The Undertakera i Chrisa Jericho, jednakże tytuł obronił Undertaker.
Jeri-Show utraciło tytuły w grudniu podczas gali TLC: Tables, Ladders & Chairs na rzecz D-Generation X (Triple H’a i Shawna Michaelsa) w Tables, Ladders and Chairs matchu. Po porażce w rewanżu, Jericho i Show zaprzestali dalszej współpracy. 8 lutego podczas odcinka Raw, Show odzyskał tytuły od DX wraz z nowym partnerem The Mizem. 16 lutego podczas emisji ostatniej tygodniówki ECW on Syfy obronili tytuły pokonując Yoshiego Tatsu i Goldusta. 1 marca w epizodzie Raw pokonali DX w rewanżu o mistrzostwa. Na WrestleManii XXVI, Show i Miz pokonali Johna Morrisona i R-Trutha ponownie broniąc tytułów. 26 kwietnia 2010 podczas odcinka Raw utracili tytuły na rzecz pretendentów, The Hart Dynasty (Davida Hart Smitha i Tysona Kidda).

#### Powrót do współpracy z Kane’em (2010–2011)

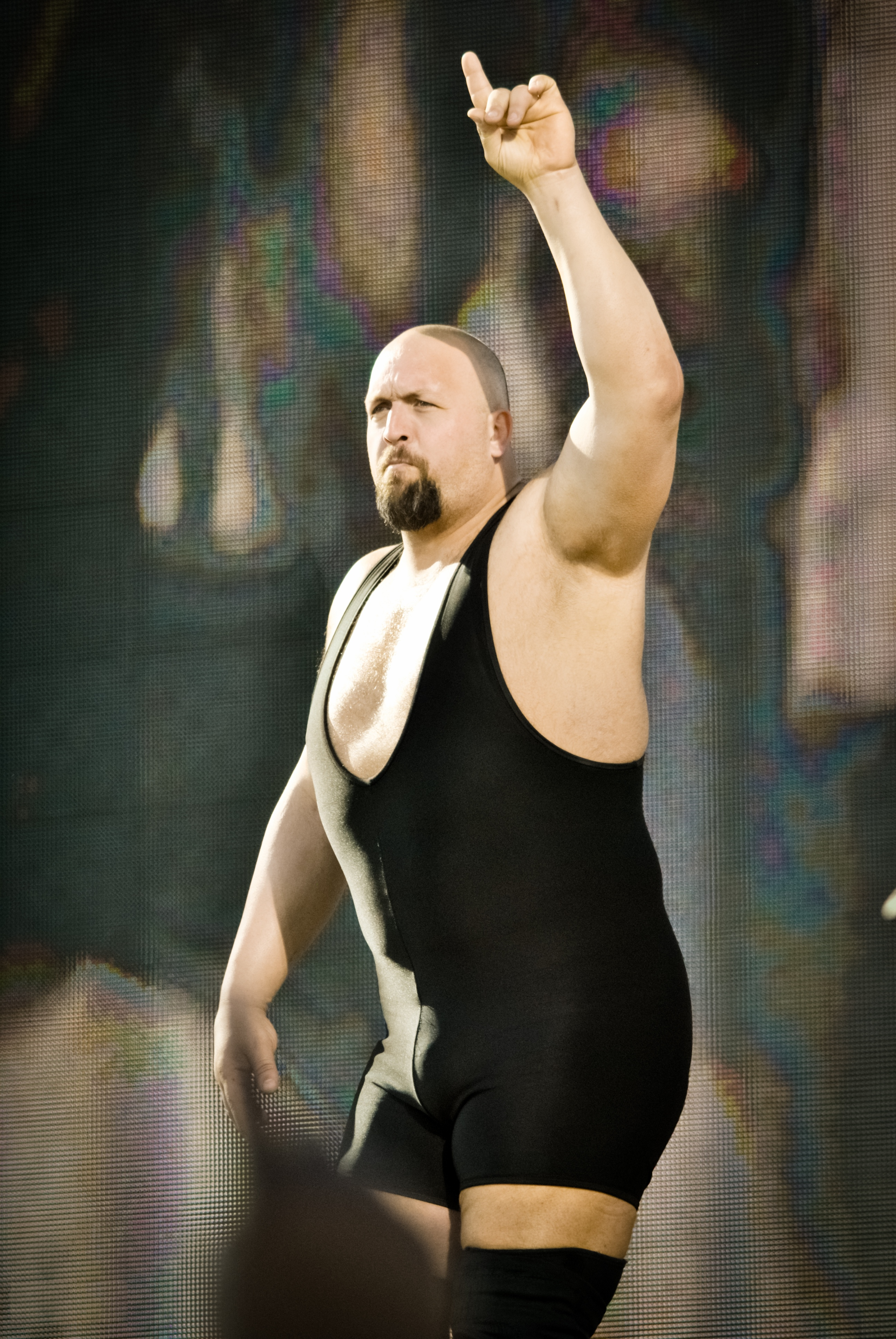
Big Show podczas gali Tribute to Troops w grudniu 2010

Po utracie tytułów tag team, Big Show zaatakował THe Miza i na zapleczu pogodził się z Theodorem Longiem, przez co wrócił do odgrywania roli protagonisty. W kwietniu wskutek organizacji draftu został przeniesiony do brandu SmackDown. 30 kwietnia został wybrany pretendentem do tytułu World Heavyweight Championship będącego w posiadaniu przez Jacka Swaggera. Podczas rywalizacji obserwował pojedynki rywala, a także zniszczył różne puchary i trofea Swaggera. Big Show pokonał Swaggera przez dyskwalifikację podczas gali Over the Limit. 27 maja podczas epizodu SmackDown generalny menedżer Theodore Long ogłosił, że podczas gali WWE Fatal 4-Way odbędzie się czteroosobowa walka o tytuł Swaggera, zaś automatycznie zakwalifikowanym był Big Show; ostatecznie pojedynek i mistrzostwo wygrał Rey Mysterio. W lipcu rozpoczął rywalizację z CM Punkiem i jego grupą Straight Edge Society; na kilka dni przed galą Money in the Bank zdjął maskę Punka i pokazał całemu światu jego łysinę. Po przegranej w Money in the Bank ladder matchu o kontrakt Money in the Bank, Show zawalczył z zamaskowanym członkiem SES, którym po zdemaskowaniu okazał się Joey Mercury. Show pokonał Straight Edge Society w 3-on-1 handicap matchu podczas gali SummerSlam, a także samego CM Punka we wrześniu podczas gali Night of Champions. 8 października podczas tygodniówki SmackDown został wybrany kapitanem drużyny SmackDown na galę Bragging Rights. Podczas walki został wyeliminowany wraz z Sheamusem poprzez wyliczenie poza-ringowe, jednakże ostatecznie jego drużyna wygrała walkę z zespołem Raw. Miesiąc później był członkiem drużyny Reya Mysterio w 5-on-5 Survivor Series elimination matchu podczas gali Survivor Series; pojedynek wygrał Show i Mysterio. 26 listopada nie zakwalifikował się do turnieju King of the Ring z powodu interwencji ze strony personalnego konferansjera Alberto Del Rio, Ricardo Rodrigueza.
7 stycznia 2011 podczas epizodu SmackDown, Big Show wziął udział w czteroosobowej walce o miano pretendenta do World Heavyweight Championship, jednakże przegrał z powodu interwencji Wade’a Barretta. W przyszłym tygodniu Show zawalczył z Barrettem i wygrał przez dyskwalifikację, lecz został zaatakowany przez byłych członków grupy Nexus – Heatha Slatera i Justina Gabriela. Na jego ratunek miał przybyć Ezekiel Jackson, jednakże również i przez niego został zaatakowany. Czwórka założyła grupę The Corre i przez kolejne tygodnie atakowali Showa. W lutym podczas gali Elimination Chamber brał udział w Elimination Chamber matchu, w którym wyeliminował Barretta, lecz sam został wyeliminowany przez Kane’a. 4 marca podczas edycji SmackDown, Big Show zawalczył z Kane’em, lecz na pomoc Kane’owi przybyło The Corre. Z powodu nieporozumienia, Kane odwrócił się od antagonistycznej grupy i ponowił współpracę z Big Showem. Na WrestleManii XXVII, Big Show i Kane wraz z Santino Marellą i Kofim Kingstonem pokonali The Corre. 22 kwietnia duo pokonało Justina Gabriela i Heatha Slatera zdobywając WWE Tag Team Championship. W kwietniu wskutek zorganizowania draftu, Big Show został przeniesiony do brandu Raw. On i Kane rozpoczęli rywalizację z drużyną New Nexus. Po pokonaniu w walkach mistrzowskich Wade’a Barretta i Ezekiela Jacksona na gali Extreme Rules, a także CM Punka i Masona Ryana na gali Over the Limit, Kane i Big Show utracili swoje tytuły na rzecz Davida Otungi i Michaela McGilligutty’ego 23 maja podczas edycji Raw. Show rozpoczął rywalizację z Albertem Del Rio, gdyż wedle scenariusza został potrącony samochodem przez jego konferansjera Ricardo Rodrigueza. Do telewizji powrócił miesiąc później, gdzie podczas walki Kane’a i Del Rio zaatakował Rodrigueza i jego pracodawcę. W czerwcu skonfrontował się z Markiem Henrym, który po zmianie charakteru w antagonistę szukał wyzwania w postaci większych przeciwników. Henry spowodował porażkę Big Showa z Del Rio podczas gali WWE Capitol Punishment. W lipcu podczas gali Money in the Bank, Henry pokonał Big Showa w singlowej walce. Po walce Henry (wedle scenariusza) złamał kość strzałkową Showa, przez co kontuzjowany nie występował w telewizji przez trzy miesiące.

#### World Heavyweight Champion (2011–2013)
7 października 2011 podczas epizodu SmackDown, Big Show powrócił i natychmiastowo stał się pretendentem do tytułu World Heavyweight Championship po tym jak zaatakował Marka Henry’ego i wykonał mu ruch chokeslam przez stół komentatorski. Podczas gali Vengeance zmierzyli się w pojedynku, który zakończył się bez rezultatu; po wykonywaniu superplexu z trzeciej liny zniszczył się ring, co miało również miejsce podczas walki Big Showa z Brockiem Lesnarem w 2003. Duo zmierzyło się w rewanżu w listopadzie podczas gali Survivor Series, lecz pojedynek zakończył się dyskwalifikacją po tym jak Henry wykonał pretendentowi cios w krocze. 18 grudnia podczas gali TLC: Tables, Ladders & Chairs, Big Show pokonał Henry’ego o World Heavyweight Championship w chairs matchu. Po walce Henry znokautował Big Showa, zaś do ringu wkroczył Daniel Bryan, który wykorzystał swój kontrakt Money in the Bank, przypiął Showa i odebrał mu tytuł. W rezultacie panowanie Showa trwało rekordowe 45 sekund.
Show wyzwał Bryana do walki o jego tytuł 6 stycznia 2012 podczas odcinka SmackDown, jednakże Bryan obronił tytuł przez dyskwalifikację po interwencji Henry’ego. Tydzień później Bryan obronił tytuł w rewanżu zakończonym bez rezultatu, gdyż Show przypadkowo wbiegł w AJ (scenariuszową dziewczynę Bryana) i ją kontuzjował. Na gali Royal Rumble doszło do trzyosobowej walki w klatce o światowy tytuł, którą wygrał Bryan. W lutym podczas gali Elimination Chamber, Show był częścią Elimination Chamber matchu o tenże tytuł, lecz został wyeliminowany z walki przez Cody’ego Rhodesa.

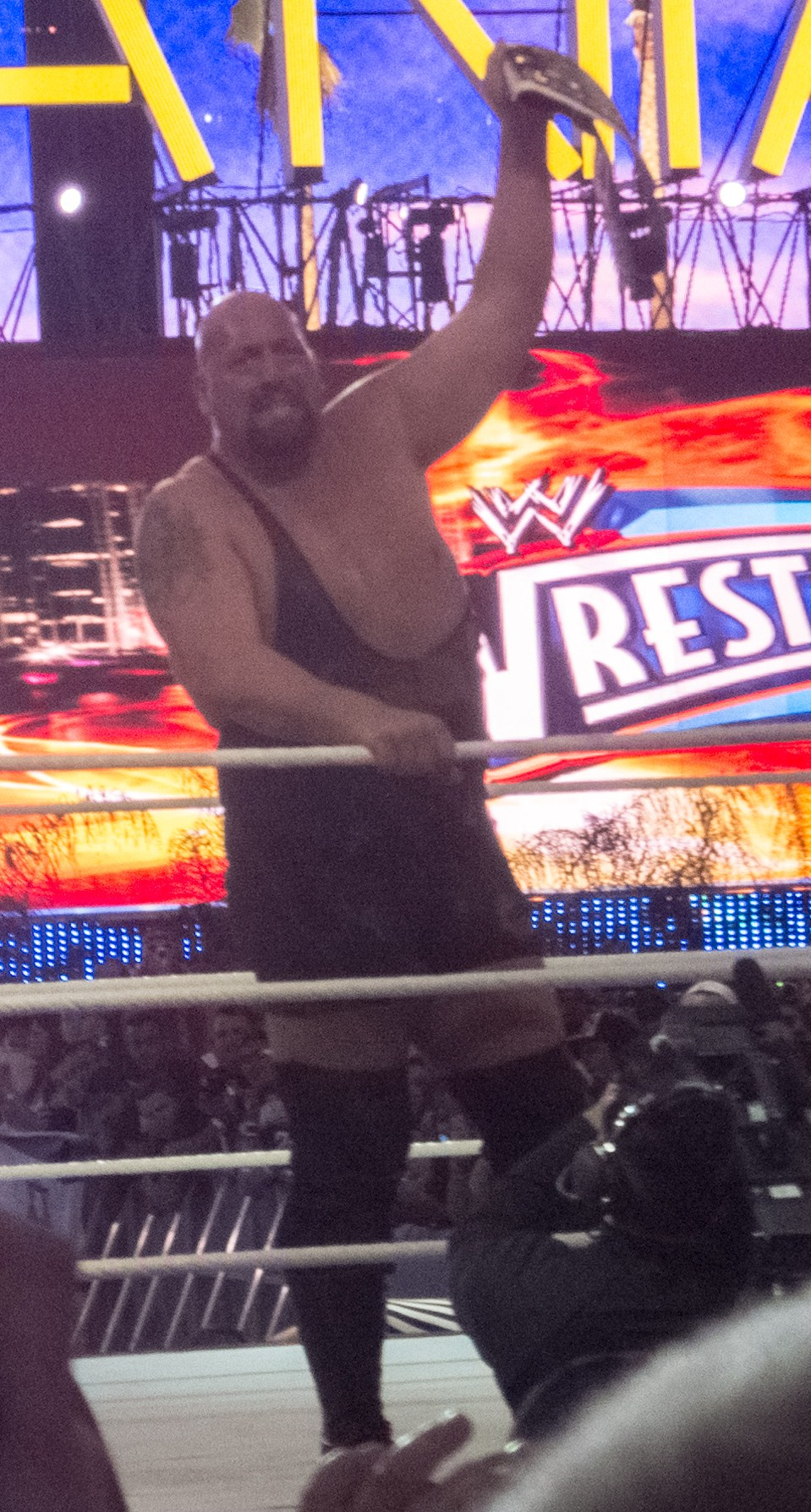
Show z tytułem Intercontinental Championship na WrestleManii XXVIII

W marcu 2012 Show rozpoczął rywalizację z Rhodesem, który przedstawiał widzom najgorsze momenty na WrestleManiach w karierze Showa. Na WrestleManii XXVIII, Big Show pokonał Rhodesa i zdobył Intercontinental Championship. Dzięki zwycięstwu stał się dwudziestym czwartym zdobywcą osiągnięcia Triple Crown Championship, a także dwunastym Grand Slam Championem w WWE. Mimo tego cztery tygodnie później podczas gali Extreme Rules, Show utracił tytuł na rzecz byłego mistrza w tables matchu. Kolejny rewanż odbył się podczas tygodniówki Raw z 7 maja, gdzie Rhodes wygrał poprzez wyliczenie poza-ringowe. Tydzień później Big Show został zwolniony przez generalnego menedżera Johna Laurinaitisa.
Sześć dni później podczas majowej gali Over the Limit, Show pojawił się na arenie i zaatakował Johna Cenę podczas jego walki z Laurinaitisem, przez co ponownie wcielił się w rolę antagonisty. Dzień później podczas epizodu Raw wyjaśnił swój atak tym, że potrzebował dalej pracować w WWE, więc dzięki ataku Laurinaitis podpisał z nim „żelazny kontrakt”; dodał również, że nikt z fanów nie przejął się jego zwolnieniem kilka dni wcześniej. Podczas gali No Way Out zmierzył się z Ceną w steel cage matchu ze stypulacją, że jeśli przegra, to Laurinaitis zostanie zwolniony; ostatecznie pojedynek wygrał Cena. W lipcu brał udział w Money in the Bank ladder matchu o kontrakt na tytuł WWE Championship, lecz Cena pokonał jego, Kane’a, Chrisa Jericho i The Miza. 23 lipca podczas specjalnego epizodu Raw 1000, Big Show zaatakował Cenę podczas jego walki o WWE Championship z CM Punkiem w walce wieczoru, powodując dyskwalifikację; na ratunek Cenie przybył The Rock. Tydzień później walka Showa i Ceny o miano pretendenta zakończyła się bez rezultatu z powodu ataku Punka na zawodników. Podczas gali SummerSlam doszło do trzyosobowej walki o tytuł, którą wygrał Punk.
Show powrócił do telewizji 24 września 2012 podczas epizodu Raw atakując Brodusa Claya i Tensai'a. Cztery dni późnej na tygodniówce SmackDown pokonał Randy’ego Ortona i stał się ponownie pretendentem do World Heavyweight Championship. Show zawalczył z Sheamusem 28 października podczas gali Hell in a Cell, gdzie stał się po raz drugi posiadaczem tegoż mistrzostwa. W listopadzie podczas gali Survivor Series odbył się rewanż, który Show przegrał przez dyskwalifikację, aczkolwiek obronił mistrzostwo. Miesiąc później podczas gali TLC: Tables, Ladders & Chairs, Big Show pokonał Sheamusa w kolejnym rewanżu i obronił tytuł. 24 grudnia podczas epizodu Raw został pokonany przez Sheamusa w lumberjack matchu. Cztery dni później w odcinku SmackDown bronił tytułu w walce z Albertem Del Rio, lecz zainterweniował Sheamus, który zaatakował mistrza. 8 stycznia 2013 podczas epizodu SmackDown (wyemitowanego 11 stycznia), Show utracił World Heavyweight Championship na rzecz Del Rio w Last Man Standing matchu. W tym samym rodzaju pojedynku przegrał z Del Rio podczas gali Royal Rumble. 17 lutego 2013 na gali Elimination Chamber, Del Rio po raz kolejny obronił tytuł, tym samym kończąc rywalizację.
1 marca 2013 podczas odcinka tygodniówki SmackDown, Big Show rozpoczął rywalizację z Romanem Reignsem (członkiem grupy The Shield) wykonując mu ruch KO Punch po tym, jak Reigns go zaczepił podczas ataku na Randym Ortonie i Sheamusie. 4 marca po zakończeniu emisji Raw, Show został zaatakowany przez całą grupę The Shield. Na najbliższej gali SmackDown asystował ku boku Sheamusa i Ortona, lecz mimo tego zaatakował Sheamusa i otrzymał RKO od Ortona. 11 marca w epizodzie Raw, Show pokonał członka The Shield Setha Rollinsa przez dyskwalifikację. Orton i Sheamus mogli wybrać partnera do walki z The Shield w six-man tag team matchu na WrestleManii 29 i oryginalnie wybrali Rybacka. Ostatecznie Ryback zaczął solową rywalizację z Markiem Henrym, wskutek czego 22 marca jako partnera wybrali Big Showa. Na WrestleManii 29, Show, Orton i Sheamus przegrali walkę z The Shield, a po walce Show znokautował swoich partnerów. Doszło do rywalizacji Showa z Ortonem, która zakończyła się Extreme Rules matchem podczas majowej gali Extreme Rules, który wygrał Orton.

#### The Authority (2013–2015)
Show powrócił do WWE 12 sierpnia 2013 podczas epizodu Raw, gdzie pomógł Markowi Henry’emu i Robowi Van Damowi odeprzeć atak ze strony The Shield. Cztery dni później podczas epizodu SmackDown pokonali The Shield w six-man tag team matchu. 19 sierpnia podczas odcinka Raw, Show przeciwstawił się żądaniom dyrektora generalnego WWE Triple H’a, przez co musiał zawalczyć w 3-on-1 handicap tornado tag team matchu w grupą The Shield, który przegrał. Liderzy grupy The Authority (Triple H i Stephanie McMahon) wymusili na Big Showie, aby w celu zachowania pracy zaatakował swoich przyjaciół, między innymi Daniela Bryana, Dusty’ego Rhodesa i The Miza. Kiedy Show zrezygnował z kolejnego ataku 30 września podczas emisji Raw, został niemalże aresztowany za próbę ataku na Triple H’u. Podczas październikowej gali Battleground zainterweniował w walce Bryana z Ortonem o WWE Championship nokautując ich obu. W listopadzie zaczął rywalizację z Ortonem (członkiem The Authority) o jego mistrzostwo, lecz nie zdołał odebrać mu tytułu podczas gali Survivor Series.
Podczas gali TLC: Tables, Ladders & Chairs w 2013, Show i Rey Mysterio przegrali z Codym Rhodesem i Goldustem, RybAxel (Rybackiem i Curtisem Axelem oraz The Real Americans (Antoniem Cesaro i Jackiem Swaggerem) o WWE Tag Team Championship. 6 stycznia podczas odcinka Raw skonfrontował się z Brockiem Lesnarem, który wcześniej zaatakował Marka Henry’ego. Ostatecznie duo zmierzyło się w walce na gali Royal Rumble, gdzie Show przegrał z Lesnarem w krótkiej walce. Big Show brał udział w André the Giant Memorial Battle Royalu na WrestleManii XXX, lecz został wyeliminowany przez zwycięzcę Cesaro. Do telewizji powrócił 8 sierpnia; wraz z Markiem Henrym wgrał z RybAxel (Rybackiem i Curtisem Axelem). 26 października podczas edycji SmackDown zaczął rywalizację z Rusevem, którego pokonał przez dyskwalifikację. W październiku na gali Hell in a Cell został przez niego pokonany poprzez submission. Następnego dnia podczas odcinka gali Raw, Henry odwrócił się od niego podczas walki z posiadaczami WWE Tag Team Championship, Goldustem i Stardustem. Tydzień później pokonał Henry’ego przez dyskwalifikację.

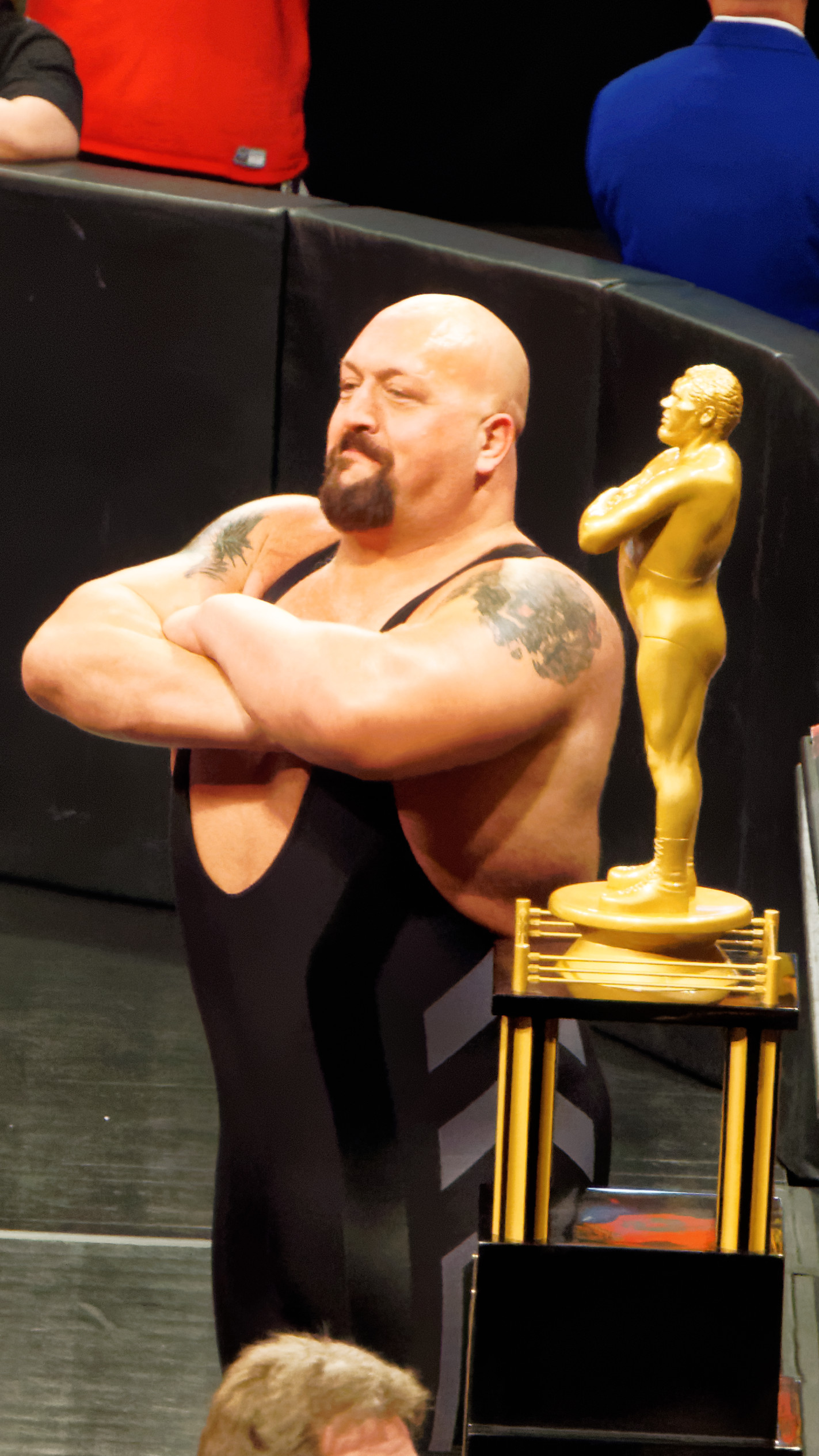
Big Show z trofeum André the Giant Memorial Battle Royal

Podczas gali Survivor Series w 2013, Show był częścią drużyny Johna Ceny w pojedynku z drużyną The Authority. Podczas walki Show znokautował Cenę, po czym uścisnął dłoń Triple H’a i opuścił arenę – dzięki zabiegowi powrócił do odgrywania roli antagonisty. Dobę później podczas odcinka Raw wyjaśnił swoją zdradę tym, że grupa The Authority daje mu możliwość pracy i jednocześnie zapewnienie rodzinie dobrych warunków bytowych, za co oddaje im szacunek. Jego przemówienie zostało przerwane przez Ericka Rowana, z którym przez miesiąc rywalizował. Obaj zmierzyli się w pierwszym w historii Steel Stairs matchu podczas gali TLC: Tables, Ladders & Chairs, który wygrał Show. Tej samej nocy zaatakował Cenę podczas walki z Sethem Rollinsem, lecz skonfrontował się z Romanem Reignsem. 25 stycznia podczas gali Royal Rumble wziął udział w Royal Rumble matchu jako 29. uczestnik i wspólnie z Kane’em wyeliminował pięciu zawodników; ostatecznie zostali wyeliminowani przez zwycięzcę, Romana Reignsa. Podczas gali Fastlane, Big Show, Seth Rollins i Kane pokonali Dolpha Zigglera, Ericka Rowana i Rybacka. Na WrestleManii 31, Big Show wygrał drugi coroczny André the Giant Memorial Battle Royal. W kwietniu kontynuował rywalizację z Reignsem, z którym przegrał w Last Man Standing matchu podczas gali Extreme Rules.

#### Różne rywalizacje (od 2015)
1 czerwca 2015 podczas odcinka tygodniówki Raw, Big Show znokautował The Miza i skonfrontował się z posiadaczem WWE Intercontinental Championship Rybackiem. W międzyczasie Big Show bez wyjaśnienia odłączył się od grupy The Authority. Podczas gali Money in the Bank wygrał z Rybackiem przez dyskwalifikację z powodu interwencji The Miza. Miesiąc później na gali Battleground miał odbyć się triple threat match o tytuł, lecz Ryback odniósł kontuzję, przez co produkcję walki przesunięto na galę SummerSlam, gdzie Ryback obronił tytuł. 31 sierpnia podczas epizodu Raw przegrał z Rybackiem w singlowym rewanżu. 3 października podczas gali Live from Madison Square Garden, Big Show został ponownie pokonany przez Brocka Lesnara w krótkiej walce. 9 listopada w odcinku Raw wziął udział w 16-osobowym turnieju koronującym nowego posiadacza WWE World Heavyweight Championship, lecz w pierwszej rundzie przegrał z Romanem Reignsem.
Podczas styczniowej gali Royal Rumble w 2016 brał udział w Royal Rumble matchu jako 15. zawodnik i wyeliminował Rybacka oraz Titusa O’Neila, lecz z ringu został wyrzucony przez Brauna Strowmana. 28 stycznia w odcinku SmackDown pomógł Reignsowi, Deanowi Ambrose’owi i Chrisowi Jericho przegonić członków The Wyatt Family. W lutym na gali Fastlane on, Kane i Ryback pokonali ich w six-man tag team matchu. 4 lipca podczas epizodu Raw, Big Show był częścią „drużyny USA” w walce z „drużyną międzynarodową”, gdzie on, Kane, Apollo Crews, Mark Henry, Zack Ryder, Jack Swagger i The Dudley Boyz (Bubba Ray Dudley i D-Von Dudley) pokonali Kevina Owensa, Chrisa Jericho, Samiego Zayna, Cesaro, Sheamusa, Alberta Del Rio i The Lucha Dragons (Kalisto i Sin Carę). Wskutek przywrócenia podziału WWE na brandy i zorganizowania draftu, Big Show został wybrany członkiem rosteru Raw. 5 grudnia podczas odcinka Raw powrócił jako przeciwnik Setha Rollinsa, gdyż został wybranym przez Kevina Owensa. Podczas walki Owens interweniował w walce, przez co wkurzony Big Show wykonał na nim ruch chokeslam i wyszedł z ringu rezygnując z walki.
Big Show wziął po raz kolejny udział w Royal Rumble matchu podczas gali Royal Rumble w 2017, lecz ponownie został wyeliminowany przez Strowmana. 20 lutego podczas epizodu Raw przegrał ze Strowmanem w walce wieczoru. Na gali Fastlane zdołał pokonać Ruseva. Podczas pre-show WrestleManii 33, Big Show był częścią kolejnego André the Giant Memorial Battle Royalu, w którym ponownie został wyrzucony z ringu przez Brauna Strowmana. 17 kwietnia w walce wieczoru odcinka Raw zawalczył ze Strowmanem, jednakże po wykonaniu superplexu został zniszczony ring.
Po tym, jak Big Cass został zaatakowany na zapleczu przez nieznanego sprawcę, 5 czerwca 2017 w odcinku Raw zastąpił go jako partnera Enzo Amorego w walce z Lukiem Gallowsem i Karlem Andersonem. Początkowo Show był podejrzanym, aczkolwiek ostatecznie okazało się, że Cass atakował Amorego na zapleczu i fałszował swoje wypadki; spowodowało to rozpad drużyny Enzo Amorego i Big Cassa. Big Show zaczął występować w roli sojusznika Amorego i walczył z Cassem podczas gali SummerSlam, lecz przegrał pojedynek. 4 września w epizodzie Raw, Big Show po raz kolejny przegrał z Braunem Strowmanem w steel cage matchu, po czym po walce został wyrzucony przez ścianę klatki na zewnątrz. Kilka dni później przeszedł operację biodra. Powrócił na 999 epizod SmackDown Live, gdzie zmierzył się z Randym Ortonem. Przegrał tę walkę. Przez krótki okres trzymał się z tag team The Bar.

## Inne media

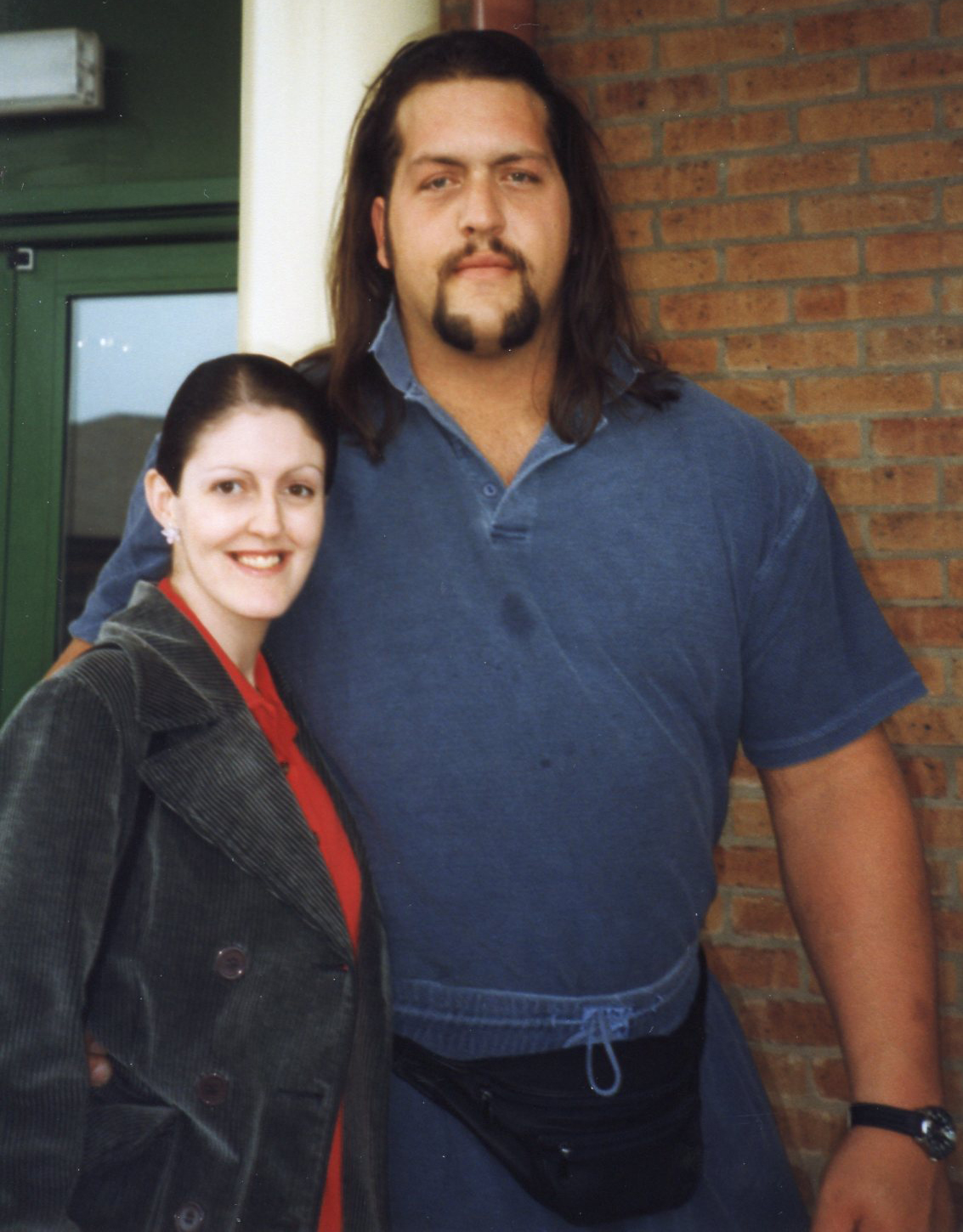
Big Show pozujący z fanką w 1999

Paul Wight występował w reklamach produktów Stacker 2 wraz z byłymi kierowcami NASCAR: Kennym Wallcem, Scottem Wimmerem, Elliottem Sadlerem, Jeffem Hammondem i Tonym Stewartem. Ponadto wystąpił w teledysku do piosenki „Thong Song” raperów Sisqó i Foxy Brown. Wight wystąpił w amerykańskiej wersji teleturnieju Czy jesteś mądrzejszy od 5-klasisty? i wygrał 15 000 dolarów, które przeznaczył na rzecz organizacji United Service Organizations. 31 marca 2012, Wight występujący w roli Big Showa wygrał Slime Wrestling World Championship podczas Nickelodeon Kids’ Choice Awards, gdzie pokonał The Miza.

### Gry komputerowe
Postać Big Showa została zaprezentowana w grach WWE od 2000 roku (z wyjątkiem WWE SmackDown vs. Raw 2008). Od czasu wydania gry WWE '13, postać Big Showa występuje również w wersji „Big Show (Retro)”, „The Giant” (postać, którą odgrywał w federacji WCW) oraz „Paul Wight”.

### Filmografia
| Rok  | Tytuł                                 | Rola               | Notka |
| ---- | ------------------------------------- | ------------------ | ----- |
| 1996 | Reggie's Prayer                       | Mr. Portola        |       |
| 1996 | Świąteczna gorączka                   | Wielki św. Mikołaj |       |
| 1998 | Wyspa McCinseya                       | „Płatek Śniegu”    |       |
| 1998 | Kariera frajera                       | Kapitan Insano     |       |
| 2006 | Little Hercules in 3-D                | Marduk             |       |
| 2010 | MacGruber                             | Brick Hughes       |       |
| 2010 | Dobroduszny olbrzym                   | Walter Krunk       |       |
| 2015 | Vendetta                              | Victor Abbott      |       |
| 2016 | Śmiertelne odliczanie                 | Big Show           |       |
| 2017 | The Jetsons & WWE: Robo-WrestleMania! | Big Show           | Głos  |

| Rok     | Tytuł                                      | Rola           | Notka                                              |
| ------- | ------------------------------------------ | -------------- | -------------------------------------------------- |
| 1994    | Grom w raju                                |                | Nieujawniony w napisach końcowych                  |
| 1997    | Figure It Out                              | On sam         |                                                    |
| 1999    | Cousin Skeeter                             |                | „Skeeter's Suplex” (sezon 1, odcinek 17)           |
| 1999    | Shasta McNasty                             | on sam         | „Pilot” / „Brothers Out Land” (sezon 1, odcinek 1) |
| 1999    | The Unreal Story of Professional Wrestling | on sam         | Dokument                                           |
| 2000    | The Cindy Margolis Show                    | on sam         | „Big Show” (sezon 1, odcinek 4)                    |
| 2001    | The Weakest Link                           | on sam         | WWF Edition (sezon 2, odcinek 9)                   |
| 2000    | Saturday Night Live                        | on sam         | (sezon 25, odcinek 15)                             |
| 2000–05 | Late Night with Conan O’Brien              | on sam         | 5 odcinków                                         |
| 2002    | TV Total                                   | on sam         |                                                    |
| 2002    | One on One                                 | Miles          | „Is It Safe?” (sezon 2, odcinek 10)                |
| 2003–04 | Hollywood Squares                          | on sam         | 10 odcinków                                        |
| 2004    | Player$                                    | on sam         | „Barenaked Players” (sezon 3, odcinek 1)           |
| 2004    | 10 Things Every Guy Should Experience      | on sam         | Dokument (sezon 1, odcinek 2)                      |
| 2004    | MADtv                                      | on sam         | 13 marca (sezon 9, odcinek 18)                     |
| 2004    | Star Trek: Enterprise                      | Orion Slave #1 | „Borderland” (sezon 4, odcinek 4)                  |
| 2005–07 | Uparty jak Hogan                           | on sam         | Regularne wystąpienia                              |
| 2005    | Late Night with Seth Meyers                | on sam         |                                                    |
| 2006    | Video on Trial                             | on sam         | 17 grudnia (sezon 2, odcinek 12)                   |
| 2007    | Hannity & Colmes                           | Big Show       |                                                    |
| 2008    | Rome Is Burning                            | on sam         | 26 lutego                                          |
| 2009    | VH1 Top 20 Countdown                       | on sam         | Prowadzący (7 marca)                               |
| 2009    | Czy jesteś mądrzejszy od 5-klasisty?       | on sam         | Wersja australijska                                |
| 2009    | Czy jesteś mądrzejszy od 5-klasisty?       | on sam         | Wersja amerykańska                                 |
| 2009    | E:60                                       | Big Show       | „Lord of the Ring” (14 kwietnia)                   |
| 2009    | The Tonight Show with Conan O’Brien        | on sam         |                                                    |
| 2009    | Dinner: Impossible                         | on sam         | „WWE: A Mission on the Mat” (sezon 7, odcinek 11)  |
| 2010    | Dom nie do poznania                        | on sam         | „Suggs Family” (sezon 7, odcinek 21)               |
| 2010    | Late Night with Jimmy Fallon               | Uczestnik      | 16 czerwca (sezon 2, odcinek 93)                   |
| 2010    | Bananowy doktor                            | Donald Green   | „Keeping the Faith” (sezon 2, odcinek 3)           |
| 2010    | The 7PM Project                            | on sam         | 30 lipca (sezon 1, odcinek 264)                    |
| 2011–15 | WWE Tough Enough                           | Big Show       | 2 odcinki                                          |
| 2011–13 | Super ninja                                | Two Ton Harley | 2 odcinki                                          |
| 2011    | Nickelodeon Kids’ Choice Awards            | on sam         | Kaskader                                           |
| 2011    | Tożsamość szpiega                          | Griffin Black  |                                                    |
| 2011    | The Tonight Show with Jay Leno             | on sam         | 6 kwietnia (sezon 19, odcinek 124)                 |
| 2011    | American Country Awards                    | on sam         |                                                    |
| 2012    | Nickelodeon Kids’ Choice Awards            | on sam         | Przeciwnik The Miza                                |
| 2012    | Larry King Now                             | on sam         | „WWE Superstars” (sezon 1, odcinek 52)             |
| 2013    | Świry                                      | Big Ed Dixon   | „Lassie Jerky” (sezon 7, odcinek 3)                |
| 2014    | Bonus Content                              |                | „Wizard World Atlanta 2014” (sezon 2, odcinek 2)   |
| 2014    | 2014 Teen Choice Awards                    | on sam         |                                                    |
| 2016    | Lip Sync Battle                            | on sam         | (sezon 2, odcinek 2)                               |
| 2017    | Conan                                      | on sam         | (sezon 7, odcinek 63)                              |
| 2017    | Late Night with Jimmy Fallon               | Uczestnik      | (sezon 4, odcinek 127)                             |

## Życie prywatne
Tak samo jak André the Giant, Wight cierpi na akromegalię. W wieku dwunastu lat mierzył 2,08 m i ważył ponad 100 kg. W wieku dziewiętnastu lat mierzył już 2,16 m. W latach 90. przeszedł operację przysadki mózgowej.
W dzieciństwie praktykował futbol amerykański. Uczęszczając do Wichita State University grywał w koszykówkę. Wight poślubił Melissę Ann Piavis 14 lutego 1997. Para rozdzieliła się w 2000, zaś rozwód został dokonany 6 lutego 2002; wspólnie mają córkę. Pięć dni później poślubił Bess Katramados, z którą ma dwójkę dzieci.

## Styl walki
- Finishery
  - Chokeslam[5]

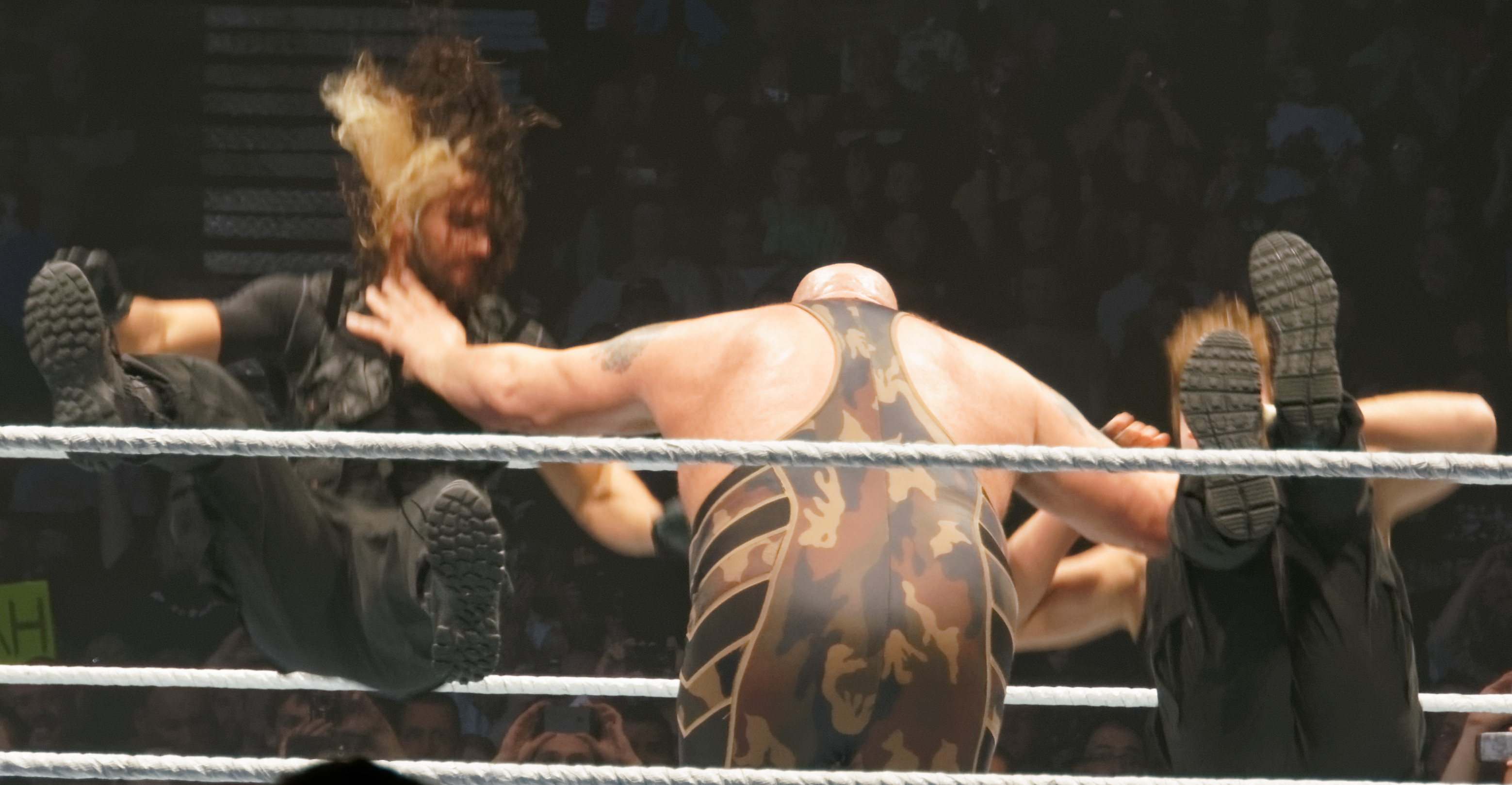
Big Show wykonujący chokeslam na Sethie Rollinsie i Deanie Ambrose

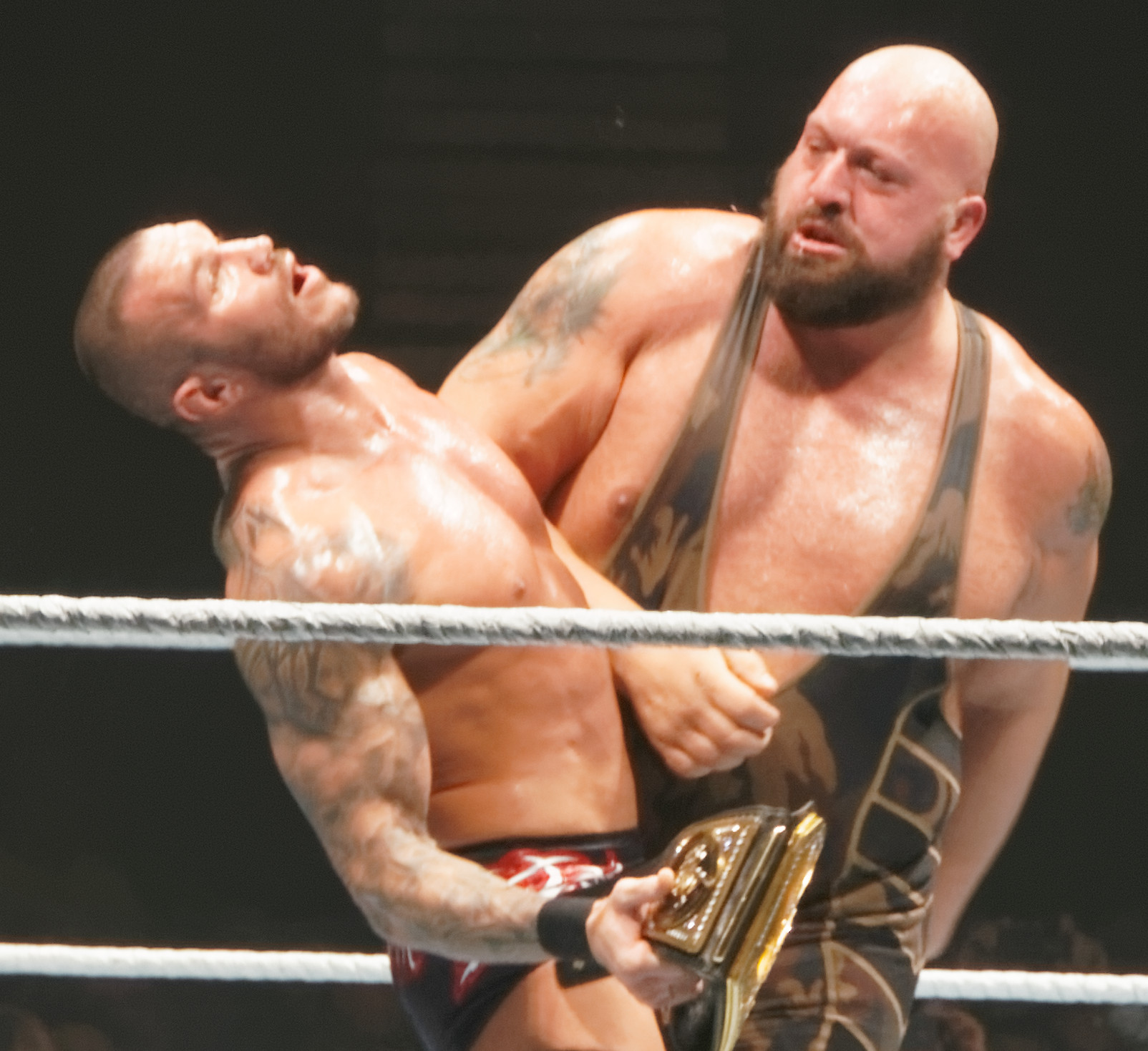
Big Show wykonujący WMD na Randym Ortonie

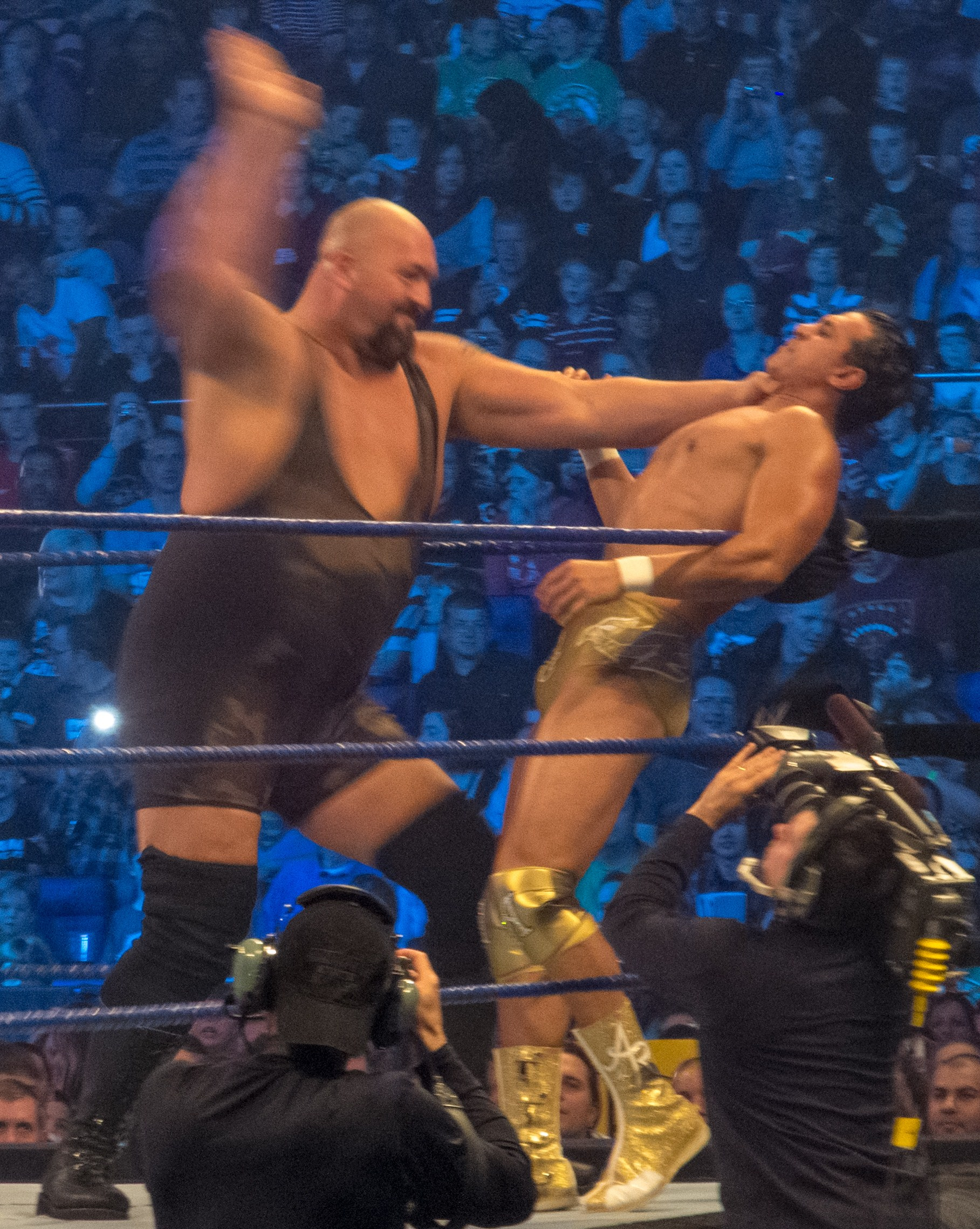
Big Show wykonujący open-handed chop na Albercie Del Rio znajdującego się w narożniku

  - Cobra clutch backbreaker z dodaniem spin-out cobra clutch slamu[185][186] – 2006, 2008
  - Colossal Clutch[5] (Camel clutch)[187] – 2009–2012
  - Final Cut[2] (Spinning headlock elbow drop) – 2001–2002, 2012–2013; po 2013 używany jako zwykły ruch
  - K.O Punch[5]/WMD – Weapon of Mass Destruction[188] (prawy sierpowy) – od 2008
  - Hog Log/Showstopper[189] (Inverted leg drop bulldog)[190] – 2001–2002; po 2002 rzadko używany jako zwykły ruch
- Inne ruchy
  - Abdominal stretch[191]
  - Back kick wykonywany jako kontra w nadbiegającego wrestlera[192]
  - Bearhug[193]
  - Big boot[2][191]
  - Corner slingshot splash[194]
  - Elbow drop[2], czasem wykonywany ze środkowej liny[195]
  - Fallaway powerbomb[2]
  - Headbutt[196]
  - Military press slam[2]
  - Open-handed chop w klatkę piersiową przeciwnika stojącego w narożniku[196]
  - Atak biodrem wykonany stojąco lub z rozbiegu w tułów przeciwnika stojącego w narożniku[195]
  - Sidewalk slam
  - Spear[197]
  - Vertical suplex[2]
- Menedżerowie
  - Jimmy Hart[198]
  - Joy Giovanni[199]
  - John Laurinaitis[199]
  - Mr. McMahon[199]
  - Paul Bearer[199]
  - Paul Heyman[199]
  - Shane McMahon[199]
  - The Taskmaster[199]
  - Enzo Amore
- Przydomki
  - „Big Banter”[5]
  - „Big Nasty Bastard”[2]
  - „The Extreme Giant”[69][71][200]
  - „The Greatest Giant of All Time”[5]
  - „The Showster”[2]
  - „The World’s Largest Athlete”[5]
- Motywy muzyczne
  - „Chokeslam” (WCW; 1995–1999)
  - „Dungeon of Doom” ~ Jimmy Hart i Howard Helm (WCW; 1995–1996; używany podczas członkostwa w grupie The Dungeon of Doom)
  - „Rockhouse” ~ Frank Shelley (WCW/WWF/WWE; używany podczas członkostwa w grupie New World Order)[201]
  - „Slammer” (WCW; 1997; używany podczas współpracy z Lex Lugerem)
  - „Massacre” ~ Jim Johnston (WWF; luty 1999 – kwiecień 1999)
  - „No Chance in Hell” ~ Jim Johnston (WWF; 1999; używany podczas członkostwa w grupie The Corporation)
  - „Real American” ~ Rick Derringer (WWF/WWE; 30 kwietnia 2000; używany przy parodiowaniu Hulka Hogana)
  - „Big” ~ Jim Johnston (WWF/WWE; kwiecień 1999 – 29 maja 2006)[202]
  - „The Unholy Alliance” ~ Jim Johnston (WWF; sierpień 1999 – wrzesień 1999)
  - „Big (Remix)” ~ Mack 10, K Mac, Boo Kapone i MC Eiht (WWF; maj 2000)[203]
  - „Crank It Up” ~ Brand New Sin (WWE; 7 czerwca 2006 – 6 grudnia 2006; od 17 lutego 2008)[202]
  - „Crank the Walls Down” ~ Maylene and the Sons of Disaster (WWE; 31 lipca 2009 – 4 stycznia 2010; używany podczas współpracy z Chrisem Jericho jako Jeri-Show)[202]
  - „I Came to Crank It Up” ~ Downstait i Brand New Sin (WWE; 18 stycznia 2010 – 26 kwietnia 2010; używany podczas współpracy z The Mizem jako ShoMiz)[204]

## Mistrzostwa i osiągnięcia
- Pro Wrestling Illustrated
  - Debiutant roku (1996)[205]
  - Zawodnik roku (1996)[205]

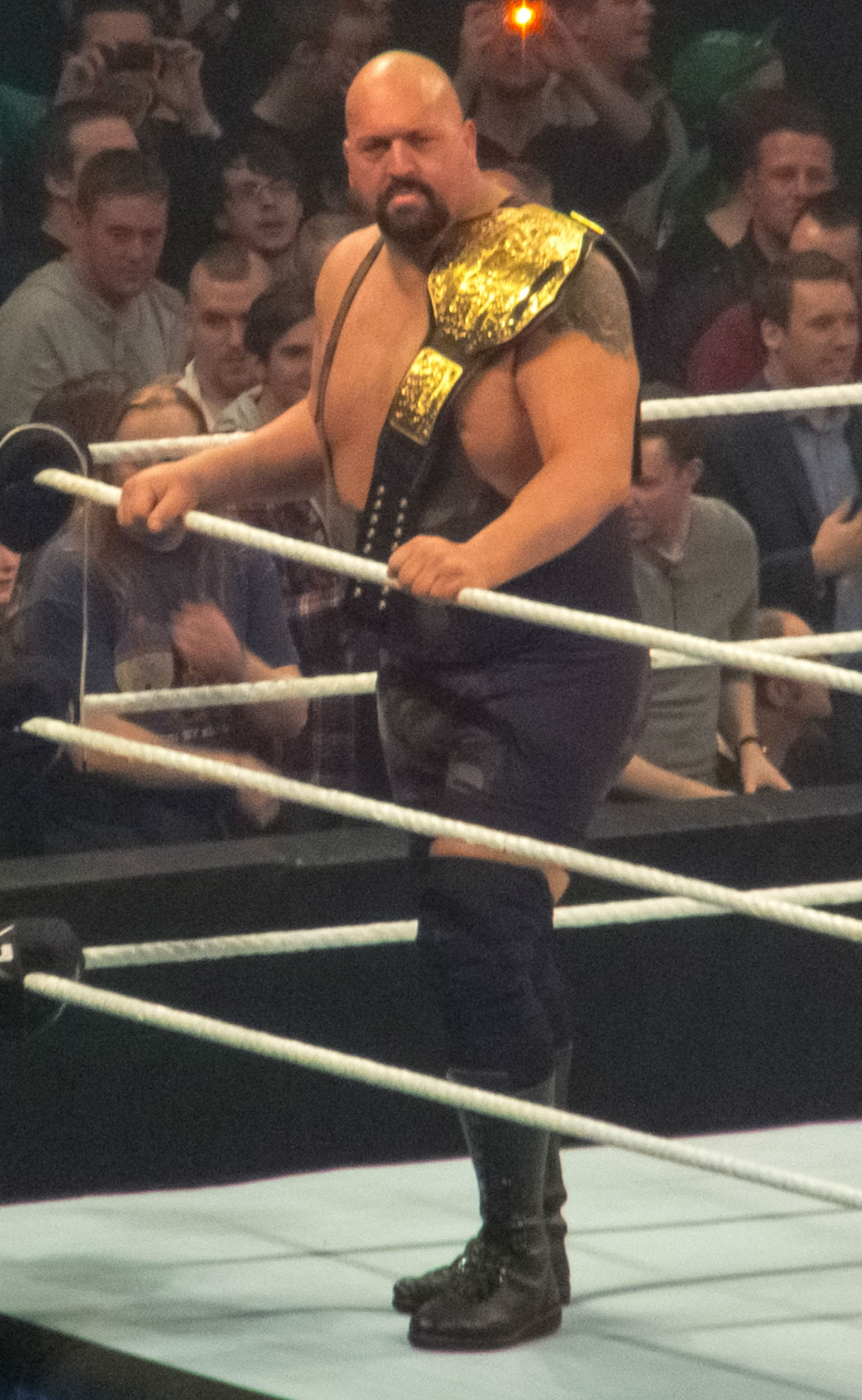
Big Show jest dwukrotnym posiadaczem World Heavyweight Championship

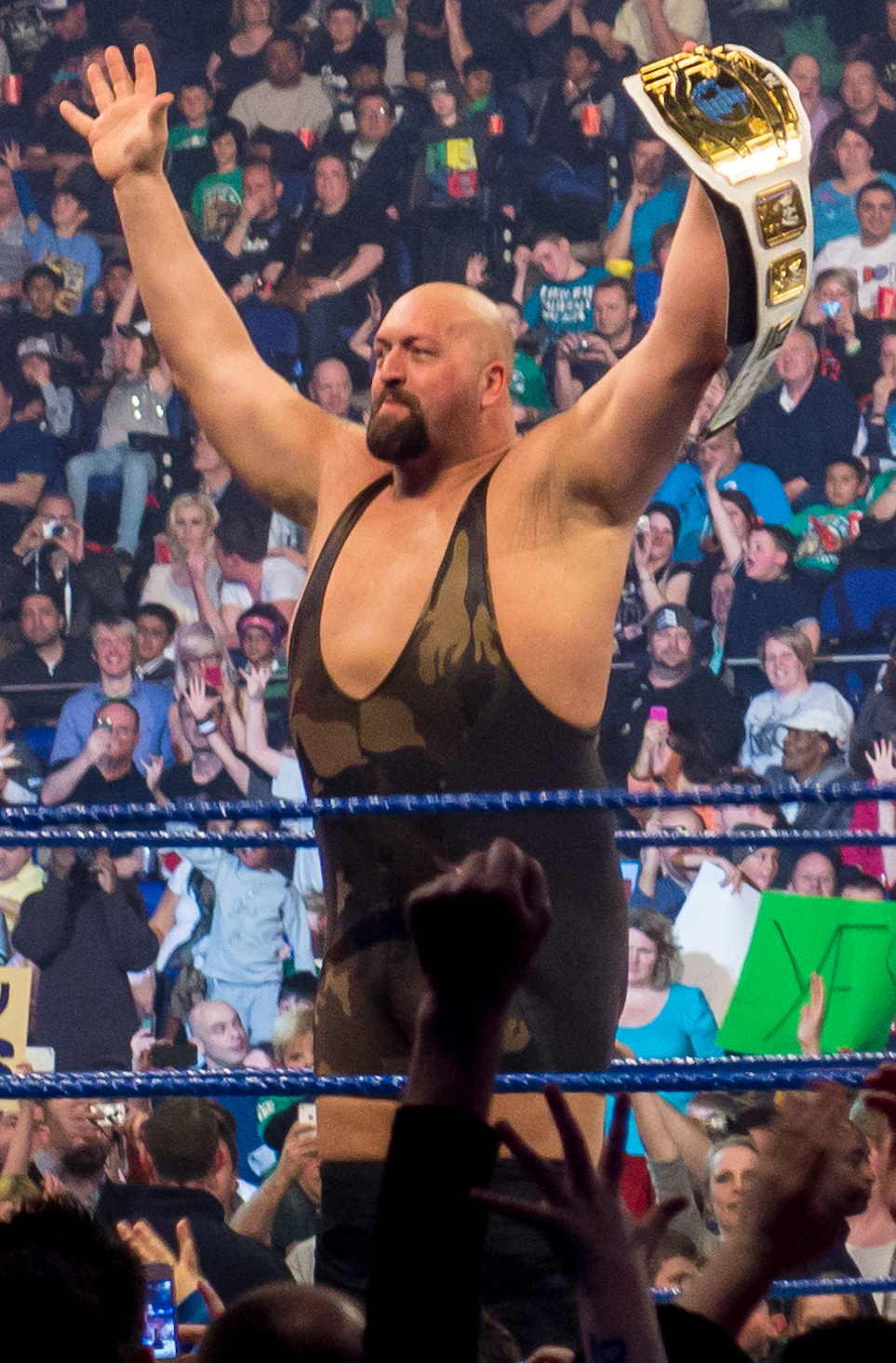
Big Show będący w posiadaniu WWE Intercontinental Championship

  - PWI umieściło go w top 500 wrestlerów rankingu PWI 500: 448. miejsce w 1991; 2. miejsce w 1996; 8. miejsce w 1997; 31. miejsce w 1998; 34. miejsce w 1999; 16. miejsce w 2000; 72. miejsce w 2001; 49. miejsce w 2002; 6. miejsce w 2003; 41. miejsce w 2004; 31. miejsce w 2005; 44. miejsce w 2006; 35. miejsce w 2007; 51. miejsce w 2008; 25. miejsce w 2009; 17. miejsce w 2010; 31. miejsce w 2011; 17. miejsce w 2012; 14. miejsce w 2013; 33. miejsce w 2014; 36. miejsce w 2015; 102. miejsce w 2016; 79. miejsce w 2017[206]
  - PWI umieściło go na 137. miejscu w top 500 wrestlerów rankingu PWI Years w 2003
- World Championship Wrestling
  - WCW World Heavyweight Championship (2 razy)[207]
  - WCW World Tag Team Championship (3 razy) – z Lex Lugerem (1), Stingiem (1) i Scottem Hallem (1)[208]
  - Zwycięzca World War 3 (1996)
- World Wrestling Federation/Entertainment/WWE
  - WWF/WWE Championship (2 razy)[209][210]
  - ECW World Championship (1 raz)[63]
  - World Heavyweight Championship (2 razy)[211][212]
  - WWF/WWE Hardcore Championship (3 razy)[213]
  - WWE United States Championship (1 raz)[214]
  - WWE Intercontinental Championship (1 raz)[215]
  - WWE Tag Team Championship (3 razy) – z Chrisem Jericho (1), The Mizem (1) i Kane’em (1)[216]
  - WWF/World Tag Team Championship (5 razy) – z The Undertakerem (2), Kane’em (1), Chrisem Jericho (1) i The Mizem (1)
  - Zdobywca André the Giant Memorial Trophy (2015)
  - Zdobywca Bragging Rights Trophy (2010) – jako członek Team SmackDown (z Alberto Del Rio, Edge’em, Jackiem Swaggerem, Kofim Kingstonem, Reyem Mysterio i Tylerem Reksem)
  - Dwudziesty czwarty Triple Crown Champion
  - Dwunasty Grand Slam Champion
  - Zdobywca statuetki Slammy Awards (5 razy)
    - Tag Team of the Year (2009) – z Chrisem Jericho[217]
    - Holy $#!+ Move of the Year (2011) – z Markiem Henrym[218]
    - Betrayal of the Year (2012) – Znokautowanie Johna Ceny podczas gali Over the Limit
    - „This is Awesome” Moment of the Year (2013) – Znokautowanie Triple H’a podczas odcinka tygodniówki Raw
    - Match of the Year (2014) – Team Cena vs. Team Authority podczas gali Survivor Series
- Wrestling Observer Newsletter
  - Najbardziej żenujący wrestler (2002)
  - Najlepszy debiutant (1996)
  - Najgorszy feud (1999) vs. The Big Boss Man
  - Najgorszy feud (2013) vs. The Authority
  - Najgorszy wrestler (2001, 2002)